# Ратуша Старого города (Гданьск)
Ратуша Старого города (пол. Ratusz Starego Miasta; нем. Altstädtisches Rathaus) — ратуша, находящаяся в Старом городе Гданьска, расположенная между Большой мельницей и кармелитским костёлом Святого Иосифа.
Ратуша была построена в 1587-1589 годах (отделочные работы были завершены в 1595 году) в стиле нидерландского маньеризма. Проект ратуши принадлежал нидерландскому архитектору Антони ван Оббергену, каменный портал же скорее всего создал Виллем ван дер Меер. Возведённая для нужд властей города, ратуша долгое время служила центром политической, социально-экономической и научной жизни Гданьска. Возле ратуши жил знаменитый польский астроном Ян Гевелий, служивший градоначальником в ней и бывший к тому же потомственным пивоваром.
От первоначальных отделки и обстановки 1595 года в ратуше сохранилось немного, её интерьер был почти полностью переделан в 1911-1914 годах в стиле неоренессанса. В ней были собраны элементы интерьера из различных домов знатных жителей Гданьска. Так, портал 1517 года в нижнем зале был перенесён из дома по адресу ul.Długa 45. Это одна из немногих достопримечательностей Гданьска, сравнительно мало пострадавшая от военных действий 1945 года.